# Consiglio federale (Federazione Russa)
Il Consiglio della Federazione (in russo Совет Федерации?, Sovet Federacii) (Senat) è la camera alta dell'Assemblea federale della Russia, secondo la Costituzione della Federazione del 1993.

## Composizione
Dal settembre 2022 ciascuno degli 89 soggetti federali della Russia, costituita da 24 repubbliche, 48 oblast', 9 Kraja, 3 città federali, 4 okrug autonomi e 1 oblast' autonoma, invia due rappresentanti al suddetto Consiglio, uno per l'organo rappresentativo e uno per l'organo esecutivo del potere statale.
I seggi del Consiglio della Federazione sono dunque 178.
La decisione di non rimettere la scelta del metodo di designazione dei senatori ai singoli enti federati, ma di imporre una selezione che limitasse a uno il designato degli esecutivi, deriva da una legge del luglio 2000, imposta dall'allora neo-presidente Vladimir Putin: l'accusa era che i soggetti al vertice degli esecutivi federati - nominare sé stessi e i loro più stretti accoliti come delegati al Consiglio federale - alimentavano il nepotismo e si valevano dell'immunità parlamentare di spettanza del senatore per scampare alle inchieste sulla malagestione amministrativa in periferia; l'approvazione della legge sfiorò la crisi costituzionale, per l'apposizione del veto legislativo di spettanza dello stesso Consiglio federale, che alla fine dinanzi allo scandalo prodotto dal vistoso conflitto di interessi nella sua decisione di porre il veto - ritirò la sua opposizione al testo approvato dalla Duma di Stato.

## Competenze
Sono di competenza esclusiva del Consiglio della Federazione:
- l'approvazione delle variazioni delle frontiere tra i Soggetti della Federazione Russa;
- l'approvazione del Decreto del Presidente della Federazione Russa sull'introduzione della Legge marziale;
- l'approvazione del Decreto del Presidente della Federazione Russa sull'introduzione dello stato di emergenza;
- la decisione della questione sulla possibilità di utilizzare le Forze Armate della Federazione Russa al di fuori dei confini del territorio della Federazione Russa;
- indire le elezioni del Presidente della Federazione Russa;
- la destituzione dall'incarico del Presidente della Federazione Russa;
- la nomina all'incarico dei Giudici della Corte costituzionale della Federazione Russa, del Tribunale Supremo della Federazione Russa, della Corte Superiore di Arbitrato della Federazione Russa;
- la nomina all'incarico e la revoca dell'incarico del Procuratore Generale della Federazione Russa;
- la nomina all'incarico e la revoca dall'incarico del Vicepresidente della Camera Contabile e della metà dei componenti dei suoi revisori.

La Camera Contabile è costituita dal Consiglio della Federazione e dalla Duma di Stato per l'attuazione del controllo sull'esecuzione del bilancio federale. I progetti di legge sull'introduzione o sull'abolizione di tasse, sull'esenzione dal loro pagamento, sull'emissione di prestiti dello Stato, sul cambiamento delle obbligazioni finanziarie dello Stato e altri progetti di Legge che prevedono spese che sono coperte sul conto del bilancio federale, possono essere presentati solo in presenza di un parere del Governo della Federazione Russa.

## Funzione legislativa
Il Consiglio federale ha, secondo l'art. 104 della Costituzione Russa, il diritto all'iniziativa legislativa insieme al Presidente della Federazione Russa, alla Duma di Stato, al Governo della Federazione Russa, agli organi legislativi (rappresentativi) dei Soggetti della Federazione Russa. Il diritto di iniziativa legislativa spetta anche alla Corte costituzionale della Federazione Russa, al Tribunale Supremo della Federazione e alla Corte Superiore di Arbitrato della Federazione Russa per le materie di loro competenza.
Le Leggi federali approvate dalla Duma di Stato nel corso di cinque giorni vengono trasmesse all'esame del Consiglio della Federazione. Sono sottoposte all'esame obbligatorio presso il Consiglio della Federazione le Leggi federali approvate dalla Duma di Stato in materia:
- di bilancio federale;
- di tasse e imposte federali;
- di regolamentazione finanziaria, valutaria, creditizia, doganale, di emissione monetaria;
- di ratifica e di denuncia di Trattati internazionali della Federazione Russa;
- di status e di difesa della frontiera statale della Federazione Russa, di guerra e di pace.

In caso di rigetto di una Legge federale da parte del Consiglio della Federazione, le Camere possono costituire una Commissione di Conciliazione per il superamento dei dissensi sorti, dopo di che la Legge federale viene sottoposta a un ulteriore esame da parte della Duma di Stato.

## Presidente del Consiglio federale
| N. | Foto                                 | Nome                        | Partito                     | Carica            | Carica            |
| N. | Foto                                 | Nome                        | Partito                     | Inizio            | Termine           |
| -- | ------------------------------------ | --------------------------- | --------------------------- | ----------------- | ----------------- |
| 1  |                                      | Vladimir Shumeyko (1945-)   | Indipendente                | 13 gennaio 1994   | 23 gennaio 1996   |
| 2  |                                      | Yegor Stroyev (1937-)       | Indipendente                | 23 gennaio 1996   | 5 dicembre 2001   |
| 3  |                                      | Sergej Mironov (1953-)      | Indipendente (fino al 2002) | 5 dicembre 2001   | 18 maggio 2011    |
| 3  | Partito Russo della Vita (2002-2006) | Sergej Mironov (1953-)      |                             | 5 dicembre 2001   | 18 maggio 2011    |
| 3  | Russia Giusta (dal 2006)             | Sergej Mironov (1953-)      |                             | 5 dicembre 2001   | 18 maggio 2011    |
| -  |                                      | Aleksander Torshin (1953-)  | Russia Unita                | 19 maggio 2011    | 21 settembre 2011 |
| 4  |                                      | Valentina Matvienko (1949-) | Russia Unita                | 21 settembre 2011 | in carica         |